# Uhlstädt-Kirchhasel
Uhlstädt-Kirchhasel là một đô thị thuộc huyện Saalfeld-Rudolstadt, trong bang Thüringen, nước Đức. Đô thị Uhlstädt-Kirchhasel có diện tích 122,27 km². Ngày 1 tháng 12 năm 2007, các đô thị cũ Großkochberg và Heilingen đã được hợp nhất bởi Uhlstädt-Kirchhasel.
Có 32 ở đô thị này (trong ngoặc đơn là dân số):
| Beutelsdorf(160)  | Kirchhasel(610)   | Niederkrossen(280) | Schmieden(50)    |
| Catharinau(370)   | Kleinkochberg(60) | Oberhasel(100)     | Teichweiden(190) |
| Clöswitz(35)      | Kleinkrossen(135) | Oberkrossen(135)   | Uhlstädt(950)    |
| Dorndorf(130)     | Kolkwitz(190)     | Partschefeld(120)  | Unterhasel(6)    |
| Engerda(360)      | Kuhfraß(140)      | Röbschütz(105)     | Weißbach(105)    |
| Etzelbach(430)    | Mötzelbach(100)   | Rödelwitz(95)      | Weißen(270)      |
| Großkochberg(580) | Naundorf(65)      | Rückersdorf(145)   | Weitersdorf(10)  |
| Heilingen(230)    | Neusitz(120)      | Schloßkulm(75)     | Zeutsch(330)     |